# Œuvres et bibliographie de/sur Léon Trotski

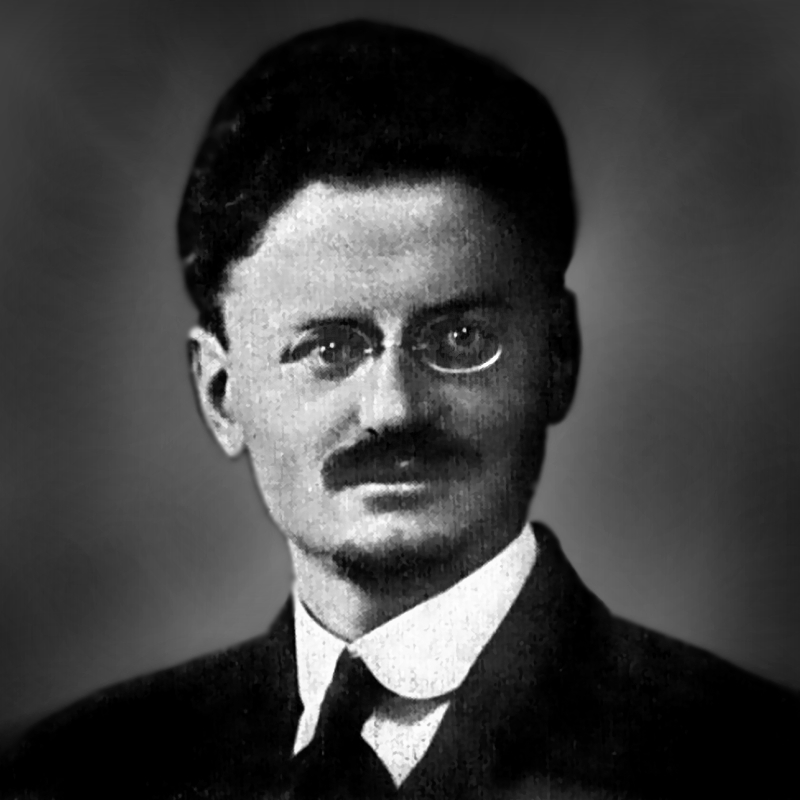
Léon Trotski.

Pour un article plus général, voir Léon Trotski.

## Œuvre

### Livres et recueils
- Nos Tâches politiques, 1904.
- Bilan et perspectives, 1905. D'après l'édition russe de 1919 : « Le caractère de la révolution russe, telle fut la question fondamentale par rapport à laquelle, selon la réponse qu'elles y apportaient, se regroupèrent les diverses tendances idéologiques et les organisations politiques du mouvement révolutionnaire russe. »
- De la Révolution d'Octobre à la paix de Brest-Litovsk, édition de la revue Demain, Genève, 1919, 160 p.
- Terrorisme et communisme, Librairie de l'Humanité, 1920, 248 p., rééd. sous le titre Défense du terrorisme, Nouvelle Revue critique, 1936, 192 p.
- L'Avènement du bolchevisme, Chiron, 1920, 144 p.
- Entre l'impérialisme et la révolution, Librairie de l'Humanité, 1922, 180 p.
- Nouvelle Étape, Librairie de l'Humanité, 1922, 144 p.
- Les Questions du mode de vie, 1923. Au lendemain de la Révolution russe, Trotski aborde les problèmes de la vie quotidienne : rapports travail/loisirs, condition des femmes, famille, gestion des équipements collectifs, logement, culture et cadre de vie.
- 1905, Librairie de l'Humanité, 1923, 384 p.
- Littérature et révolution, 1923
- Cours nouveau, Librairie du Travail, 1924, 128 p. Plateforme de l'opposition de gauche où Trotsky dénonce la bureaucratisation du régime soviétique et en appelle à une impulsion démocratique dans la vie du PCUS.
- Lénine, Librairie du Travail, 1925, 232 p.
- Europe et Amérique, Librairie de l'Humanité, 1926, 144 p. Deux discours où Trotski démontre avec humour que l'idéologie socialiste transformait les sociaux-démocrates en agents objectifs de l'impérialisme américain et que cet impérialisme avait toujours besoin d'un peuple à libérer.
- Où va l'Angleterre ?, Librairie de l'Humanité, 1926, 248 p. Ce livre ne concerne pas que l'Angleterre, même s'il aurait pu s'appeler « L'Angleterre et la Révolution ». Il contient des réflexions sur les illusions du passage « démocratique » au socialisme.
- Ma vie, 1929. Autobiographie.
- La Révolution défigurée, Rieder, 1929, 216 p.
- L'Internationale communiste après Lénine (ou le grand organisateur des défaites), Rieder, 1930, 439 p. Trotsky explique comment et pourquoi le développement de la bureaucratie en URSS a provoqué l'échec du prolétariat dans toutes les parties du monde à partir de 1923, et en même temps pourquoi elle s'est nourrie de ces échecs.
- Histoire de la révolution russe. La Révolution de Février, 1930, rééd. Éditions du Seuil, 1950, 510 p. « L'histoire de la révolution est, avant tout, le récit d'une irruption violente des masses dans le domaine où se règlent leurs propres destinées ».
- Histoire de la Révolution russe. La Révolution d'Octobre, 1930, rééd. Éditions du Seuil, 1950, 640 p.
- Comment vaincre le fascisme, 1929-1933. Des écrits sur la situation en Allemagne à la veille de l'avènement du nazisme.
- La Révolution permanente, Rieder, 1932, 356 p.
- La Jeunesse de Lénine, Rieder, 1936, 304 p. Biographie.
- La Révolution trahie, Grasset, 1936, 352 p. Critique de la nature du pouvoir en URSS.
- Les Crimes de Staline, Grasset, 1937, 380 p.
- Défense du marxisme, 1937-1940. Discussion sur la nature de l'URSS (État ouvrier dégénéré ou capitalisme d'État ?), le marxisme et la bureaucratie, entre Trotski et des militants trotskistes américains.
- Le Programme de transition, 1938.
- Leur morale et la nôtre, Le Sagittaire, 1939, 89 p.
- Staline, Grasset, 1948, 624 p.
- Journal d'exil, 1959.

### Articles et brochures
- « Rapport de la délégation sibérienne », 1903. Trotsky critique la conception léniniste de l'organisation, qu'il qualifie de « terreur centraliste ».
- « La guerre des Balkans », 1908-1910. Article écrit lorsque Trotski était correspondant de guerre pendant la guerre des Balkans pour le journal Kievskaia Mysl.
- « La faillite du terrorisme individuel », 1909 et « Pourquoi les marxistes s'opposent au terrorisme individuel », 1911. Ces deux articles constituent une critique du terrorisme prôné par les socialistes-révolutionnaires et un commentaire sur l'affaire Azev (1909).
- « Les Balkans, l'Europe capitaliste et le tsarisme », Proletary, no 38, 1er novembre 1910.
- « Les États-Unis socialistes d'Europe. Le droit des nations à l'autodétermination ». Publié sous forme de brochure, série d'articles écrits en 1915-1916 dans le journal internationaliste Nache Slovo édité à Paris, ces textes furent révisés en mai 1917 et republiés sous forme d'une brochure programmatique dans la presse bolchevique en Russie en juin 1917.
- « Vingt lettres de Léon Trotsky », Librairie du Travail, 1919, 36 p.
- « Les soviets et l'impérialisme mondial », Librairie de l'Humanité, 1920, 32 p.
- « La Commune de Paris et la Russie des soviets », Librairie de l'Humanité, 1921, 36 p.
- « Le communisme en France et l'Internationale », Librairie de l'Humanité, 1922, 76 p.
- « La Crise du Parti communiste français », Librairie de l'Humanité, 1922, 32 p.
- « La Nouvelle Politique économique des soviets et la révolution mondiale », Librairie de l'Humanité, 1923, 80 p.
- « Déclarations pour le Congrès antifasciste européen de Paris », 1923, 24 p.
- « La courbe du développement capitaliste », 1923. Article publié en anglais dans The Militant en 1941, sur les cycles de Kondratieff.
- « Les leçons d'Octobre », Cahiers du bolchevisme, no 5-6, décembre 1924.
- « Jean Jaurès », Librairie de l'Humanité, 1924, 16 p.
- « Les problèmes de la guerre civile », Librairie du Travail, 1926, 40 p.
- « Vers le capitalisme ou vers le socialisme ? », La Lutte des classes, 1928, 76 p.
- « Mon exil », édité par le Groupe communiste d'opposition belge, 1929, 48 p.
- « La défense de l'URSS et l'Opposition », Librairie du Travail, 1930, 64 p.
- « La "troisième période" d'erreurs de l'Internationale communiste », Librairie du Travail, 1930, 64 p.
- « Les problèmes de la révolution allemande », édité par la Ligue communiste, 1931, 64 p.
- « Et maintenant ? », Rieder, 1932, 68 p.
- « La seule voie », édité par la Ligue communiste, 1932, 32 p.
- « Entretien avec un ouvrier social-démocrate », La Vérité, 1933, 16 p.
- « Signal d'alarme », édité par la Ligue communiste, 1933, 32 p.
- « La Quatrième Internationale et l'URSS. La nature de classe de l'État soviétique ». Ce texte provient d'une brochure de Léon Trotski qui a paru initialement en octobre 1933, édité par la Ligue Communiste. Réédité en 1974 par François Maspero dans un recueil de textes de Léon Trotsky consacré à l'État soviétique (de 1929 à 1940) : La Nature de l'URSS.
- « La guerre et la IVe Internationale », 1934. Ce texte est paru en brochure dans plusieurs langues, non signé. La traduction du russe de 1934 a été revue et corrigée. Il devait constituer primitivement l'une des contributions de la Ligue des Communistes internationalistes à la discussion entre les quatre pour l'élaboration du programme de la nouvelle Internationale, mais ne fut discuté ni par l'OSP, ni par le SAP. Il avait, depuis près de neuf mois, fait l'objet de nombreuses discussions et modifications.
- « Qu'est-ce que le national-socialisme ? », Nouvelle Revue Française, 1934, 14 p.
- « Aux bolcheviks-léninistes de l'URSS », La Vérité, 17 août 1934. Cet article signé « les représentants des bolcheviks-léninistes à l'étranger », et celui qui annonçait l'entrée des B.L. français dans la SFIO allaient paraître dans le Biulleten Oppositsii d'octobre, no 40.
- « Où va la France ? », 1934-1938. Plusieurs articles écrits entre 1934 et 1938 sur la situation politique en France. Ces articles ont été publiés en français dans Le mouvement communiste en France.
- « La bureaucratie stalinienne et l'assassinat de Kirov », Librairie du Travail, 1935, 32 p.
- « L'État ouvrier, Thermidor et bonapartisme », Librairie du Travail, 1935, 32 p.
- « Du plan de la CGT à la conquête du pouvoir », Paris, 1935, 16 p.
- « La nouvelle constitution de l'URSS », édité par le Secrétariat international de la Ligue des Communistes internationalistes, 1936, 18 p.
- « Pour combattre le fascisme, il faut une puissante milice ouvrière », Charleroi, 1937, 24 p.
- « Après Munich : Une leçon toute fraîche », Publications populaires, 1938, 24 p.
- « 90 ans de Manifeste Communiste ». En 1938, Trotski signe la préface à la première édition en afrikaans du Manifeste du Parti communiste.
- « Les syndicats à l'époque de la décadence impérialiste », août 1940.
- « Leçons d'Espagne », Éditions Pionniers, 1946, 76 p.
- « Le marxisme et notre époque », Éditions Pionniers, 1946, 38 p.

## Films
- L'Assassinat de Trotsky de Joseph Losey, 1972. Le rôle de Trotsky est interprété par Richard Burton.
- Trotsky, documentaire en deux parties, (Révolutions et Exils) de Patrick Le Gall et Alain Dugrand, 1988.
- Frida de Julie Taymor, 2002. Film biographique sur Frida Kahlo, où est relatée son aventure avec Léon Trotsky.

## Bande dessinée
- Les Amants de Sylvia, de Gani Jakupi, (Futuropolis, 2010)  (ISBN 978-27-5480-304-5).